# Susan Kennedy
Susan Wendy Kennedy  (apellido de soltera Smith, previamente Kinski), es un personaje ficticio de la serie de televisión australiana Neighbours, interpretada por la actriz Jackie Woodburne desde el 3 de octubre de 1994, hasta ahora. En 2007, Susan se convirtió en el personaje femenino con mayor duración en la serie, interpretando el papel por 13 años. Susan es uno de los personajes más queridos por el público.

## Antecedentes
Susan conoció a su esposo Karl Kennedy en la universidad mientras él estaba estudiando para convertirse en doctor y ella en maestra. Se casaron antes de graduarse y más tarde tuvieron tres hijos Malcolm, Billy and Libby. 
Cuando Karl se volvió sospechoso en la muerte de un paciente la familia decidió mudarse a Erinsborough para comenzar de nuevo. A lo largo de los años Susan y Karl han cuidado de Toadfish Rebecchi, Joel Samuels y Taj Coppin.
Susan es muy buena amiga de Lyn Scully. Sin embargo cuando se entera de que Lyn sabía desde el principio que su hija Stephanie Scully se había acostado con Dan el esposo de Libby, decide alejarse de ella y la relación con Lyn se destruye.
Susan Kennedy y su esposo Karl consideran a Toadie como a un hijo y él los considera su familia, sin embargo esto termina cuando descubren que el bebé de Steph es de Dan el ahora exesposo de Libby y que Toadie lo sabía desde el principio. Por lo que la familia le hace saber que ya no es bienvenido en su casa.